# ジョン・ワイヘエ
ジョン・デイヴィッド・ワイヘエ3世（英語: John David Waihe'e III、1946年5月19日 - ）は、第4代ハワイ州知事（任期：1986年12月2日 - 1994年12月2日）。ハワイ州のハワイ島出身で、初めてのハワイ系出身の知事である。